# Вокер Перси
Вокер Перси (енгл. Walker Percy), писац, рођен је 28. маја 1916. године у Бирмингему, држава Алабама, САД. Дипломирао је на Универзотету Северне Каролине 1937, а доктор медицинских наука постао је 1941. на Универзитету Колумбија. Љубитељ биоскопа (The Moviegoer) његов је први роман који је 1962. године награђен Националном књижевном наградом. Свој књижевни живот посветио је истраживању „дислокације човека у модерно доба“. Његов рад приказује комбинацију егзистенцијалног преиспитивања, јужњачког сензибилитета и дубоке католичке вере.
Вокер Перси је умро 10. маја 1990. године

## Младост и образовање
Перси је рођен 28. маја 1916. у Бирмингему, Алабама, као први од три дечака Лероја Прата Персија и Марте Сузан Финизи. Протестантска породица његовог оца из Мисисипија укључивала је његовог праујака Лероја Персија, америчког сенатора, и Лероја Поупа Вокера, првог војног секретара Конфедерације током Америчког грађанског рата.
Када је Перси имао 13 година, његов отац је извршио самоубиство. Његова мајка је одвела породицу да живи у кући своје мајке у Атини, у Џорџији. Две године касније, Персијева мајка је умрла уз сумње да је извршила самоубиство када је аутомобилом слетела са сеоског моста у близини Леланда, у држави Мисисипи, где су били у посети. Перси је ову смрт сматрао још једним самоубиством. Вокера и његова два млађа брата узео је њихов први рођак, Вилијам Александер Перси, нежења и песник који је живео у Гринвилу, у Мисисипију. Перси је одгајан као агностик, али је номинално био повезан са теолошки либералном Презбитеријанском црквом.
Перси је похађао средњу школу Гринвил и Универзитет Северне Каролине у Чепел Хилу, где је дипломирао хемију. Писао је есеје и рецензије књига за школски часопис. Дипломирао је 1937. године.
Након пресељења у Гринвил, Мисисипи, 1930. године, Шелби Фут, писац и историчар, је постао Персијев доживотни најбољи пријатељ. Када је Перси дипломирао 1937. године, Фут се вратио у Гринвил. Крајем 1940-их, Перси и Фут су започели преписку која је трајала до Персијеве смрти 1990. Збирка њихове преписке објављена је 1996. године.

## Медицинска обука и туберкулоза
Перси је дипломирао на колеџу лекара и хирурга Универзитета Колумбија у Њујорку 1941. године, намеравајући да постане психијатар. После три године, Вокер је одлучио да напусти психоанализу и касније је размишљао о свом третману као неубедљивом. Перси је 1942. постао приправник у болници Белви на Менхетну, али је исте године добио туберкулозу док је обављао обдукцију.У то време није било познатог лечења болести осим мировања. Иако је имао само „минималне лезије“ које су му задавале мало бола, био је приморан да напусти лекарску каријеру и да напусти град.
Перси је провео неколико година опорављајући се у санаторијуму. Проводио је време спавајући, читајући и слушајући радио да би чуо новости о Другом светском рату. Завидео је својој браћи, која су учествовала у борбама. Почео је да доводи у питање способност науке да објасни основне мистерије људског постојања. Почео је свакодневно да устаје у зору да би присуствовао миси. У августу 1944. Перси је проглашен довољно здравим да би био отпуштен. Два месеца живео је у Атлантик Ситију у Њу Џерсију са својим братом Фином, који је био на одсуству из морнарице. У пролеће 1945. Перси се вратио у Колумбију као инструктор патологије. У мају је рендгенски снимак открио поновну појаву бацила. Перси је после тога отпутовао у Волингфорд, Конектикат, да би остао у санаторијуму Гејлорд Фарм. Годинама касније, Перси је размишљао о својој болести: „Био сам најсрећнији човек који је икада оболео од туберкулозе, јер ми је то омогућило да изађем из Белвија и да напустим медицину.“

## Каријера
Персијева књижевна каријера као католичког писца започела је 1956. есејем о раси у католичком часопису Commonweal. Есеј „Стоицизам на југу“ осудио је јужњачку сегрегацију и захтевао већу улогу хришћанске мисли у животу југа. После много година писања и преписивања у сарадњи са уредником Стенлијем Кауфманом, Перси је 1961. објавио свој први роман, Љубитељ биоскопа.
Његова остала дела су романи:
- Последњи џентлмен (1966),
- Љубав у рушевинама: Авантуре лошег католика у време пред свршетак света (1971),
- Ланселот (1977),
- Други долазак (1980) и
- Танато синдром (1987);

и две књиге есеја:
- Порука у боци (1975) и
- Изгубљени у свемиру: последња књига самопомоћи (1983).

Према научницима као што су Ен Бертхоф и Линда Витни Хобсон, Перси је представио нови начин гледања на борбе обичног човека својом специфичном употребом анегдота и језика.

## Лични живот
Перси се оженио Мери Бернис Таунсенд, медицинском техничарком, 7. новембра 1946. Обоје су студирали католицизам и примљени су у Римокатоличку цркву 1947. Имали су две ћерке, од којих је једна била усвојена.
Перси је био снажно против абортуса. Године 1981. написао је чланак за Њујорк Тајмс, у којем је абортус назвао „баналним зверством“.
Персијев последњи роман, Танатосов синдром, осуђује еугенику, геронтоцид и абортус.
Умро је од рака простате у свом дому у Ковингтону 1990. године, осамнаест дана пре свог 74. рођендана.

## Награде и почасти
Године 1962. Перси је добио Националну награду за књижевност за свој први роман, Љубитељ биоскопа.
Године 1985, Перси је добио награду Књижевну награду Ст. Луиса од стране сарадника библиотеке Универзитета Ст. Луис.
Године 1989. Универзитет Нотр Дам доделио је Персију медаљу (Laetare Medal), која се сваке године додељује католику „чији је гениј оплеменио уметност и науку, илустровао идеале Цркве и обогатио наслеђе човечанства“.
Такође 1989. године, Национална задужбина за хуманистичке науке изабрала га је за победника за Џеферсоново предавање из хуманистичких наука. Прочитао је свој есеј „Судбински расцеп: грешка Сан Андреаса у савременом уму“.
Универзитет Лојола у Њу Орлеансу има више архивских и рукописних збирки повезаних са Персијевим животом и радом.
У 2019. години, у Гринвилу, у држави Мисисипи, постављена је историјска ознака Стазе писаца Мисисипија, у част Персијевог књижевног доприноса.